# 帽分析基因表达

CAGE法流程

帽分析基因表达（英語：Cap analysis gene expression，简称为CAGE）是在分子生物学领域应用的一种技术，该技术用于产生生物样本中整个mRNA总体的5'端快照。首先抽取出总mRNA（加帽转录物的5'端）最开头的小片段（通常20～21核苷酸长），接下来逆转录为DNA，后者通过PCR得到扩增，最后对扩增产物进行测序。CAGE法最初由林崎及同事于2003发表。
FANTOM研究计划广泛地应用了CAGE法。

## 分析
CAGE法输出的结果是一组短核苷酸序列（常被称为“标签”）及其所测数量。利用参考基因组，研究者通常可以鉴定出标签最初是从哪个mRNA中抽取出来的，故亦可知道其来源于哪个基因。CAGE标签的拷贝数以数量的简易方式反映出了生物样本中RNA转录物的丰度。
不同于基因表达的系列分析（SAGE或超级SAGE，是一种从转录物的其它部分抽取标签的类似技术），CAGE法主要用于定位转录物在基因组中的准确转录起始位点。CAGE法所产生的知识使得研究者能够转而研究基因表达所必须的启动子结构。
然而，已知CAGE法对于大多数CAGE标签5'端的非特异性的鸟嘌呤（G）有偏倚性，其原因是在cDNA第一条链合成中5'端发生无模板延伸。这将导致CAGE标签被定位至错误的位置，例如定位至非转录假基因上。